# Waterpolo al Campionat del Món de natació de 1982
La competició de waterpolo al Campionat del Món de natació de 1982 es realitzà al complex esportiu de les Piscines Alberto Vallarino de Guayaquil (Colòmbia).

## Resum de medalles
| Event                | Or             | Plata   | Bronze |
| competició masculina | Unió Soviètica | Hungary | RFA    |

## Medaller
| Posició | País           | Or | Plata | Bronze | Total |
| 1       | Unió Soviètica | 1  | 0     | 0      | 1     |
| 2       | Hungary        | 0  | 1     | 0      | 1     |
| 3       | RFA            | 0  | 0     | 1      | 1     |
| Total   | Total          | 1  | 1     | 1      | 3     |